# Justin King
Justin Matthew King, CBE (nascido em 17 de maio de 1961) é um empresário britânico, que atuou como diretor executivo da J Sainsbury plc, empresa-mãe da cadeia de supermercados Sainsbury, por 10 anos antes de deixar o cargo em julho de 2014.
King foi anteriormente diretor de alimentação da Marks & Spencer e ocupou cargos seniores na Asda. King esteve envolvido na introdução do sorvete Häagen-Dazs no Reino Unido e trabalhou para a Pepsi-Cola e Mars.
Em março de 2015, King foi nomeado presidente interino da equipe de Fórmula 1 Manor Marussia F1 Team, atual Manor Racing.